# Эрдниев, Урюбджур Эрдниевич
Урюбджу́р Эрдни́евич Эрдни́ев (1910 год, Гашун-Бургуста, Российская империя — 1999 год, Элиста, Россия) — советский калмыцкий учёный, калмыковед, этнограф, один из основоположников высшего образования в Калмыцкой АССР, основоположник национальной калмыцкой историографии, первый декан исторического факультета Калмыцкого государственного университета, доктор исторических наук, первый археолог Калмыкии. Заслуженный деятель науки РСФСР.

## Биография
Родился в 1910 году в населённом пункте Гашун-Бургуста. После смерти родителей проживал у родственников. С весны 1920 года по осень 1922 год работал пастухом. С сентября 1924 года по октябрь 1927 год обучался в Калмбазарской интернатской школе около Астрахани. С октября 1927 года по июнь 1930 год обучался в Калмыцком педагогическом техникуме, по окончании которого получил специальность учителя начальной школы. С 1931 года был заведующим Малодербетовского улусного отдела народного образования. В 1933 году поступил в Московский институт философии, литературы и истории, который окончил в 1938 году. С 1938 года по 1939 год был преподавателем Астраханского педагогического института имени Кирова и заведующим кафедрой исторического факультета Калмыцкого педагогического института. В 1938 году стал преподавателем Калмыцкого учительского педагогического института в Астрахани, где он был деканом историко-филологического факультета.
После начала Великой Отечественной войны был призван в ряды Красной Армии. С лета 1942 года до весны 1943 года был преподавателем истории ВКП(б) в Первом Ленинградском артиллерийском училище имени Красного Октября. После сокращения училища был снова отправлен на фронт. В конце декабря 1943 года был отозван с фронта во время депортации калмыков на спецпоселение. Был отправлен в Барнаул в распоряжение Западно-Сибирского военного округа. С осени 1944 года по 1946 год работал преподавателем истории в Соколовской средней школе. С 1946 года был старшим преподавателем по курсу древней истории и археологии и деканом исторического факультета Сталинского (ныне Новокузнецкого) государственного педагогического института и научным сотрудником краеведческого музея. Позднее работал старшим преподавателем Кемеровского государственного педагогического института и СибМИ. С 1952 года был преподавателем латинского языка в Сталинском (Новокузнецком) медицинском училище.
В 1959 году вместе с семьёй возвратился в Калмыкию. Работал старшим научным сотрудником Калмыцкого НИИЯЛИ и заведующим сектора археологии и этнографии этого научного исследовательского института.
С 1970 по 1990 год заведующий кафедрой истории СССР Калмыцкого университета.

## Научная деятельность
Во время ссылки в Сибирь занимался археологией Кузбасса. Раскопал городище Маяк и несколько поселений, наскальных рисунков около села Писаная Кемеровской области. Результатом этой деятельности стали его сочинения «Городище Маяк» и «Археологические памятники в верховьях реки Томи».
C 1961 по 1974 года вместе с профессором Саратовского университета И. В. Синицыным проводил археологические исследования культуры поздних кочевников, древнеямной, савромато-сарматской и катакомбной культур на территории Калмыцкой АССР около посёлка Лола и реки Ар-Хара, на берегах Восточного Маныча и в окрестностях Элисты. Во время двенадцати полевых сезонов он раскопал 761 курган, обнаружив около 2040 захоронений. С этого же времени стал заниматься этнографией калмыков. В 1971 году он исследовал курганы в балке около населённого пункта Гашун, в 1972 году — около Тачин-Царанг. В 1974 году обследовал стоянку мезолита около села Харба в Юстинского района. В 1983 году провёл археологические исследования на Чёрных землях.
В 1965 году защитил диссертацию в Институте Этнографии АН СССР по теме «Хозяйство и материальная культура калмыков в конце XIX — начале XX веков». В 1970 году написал книгу «Калмыки. Историко-этнографические очерки», которая выдержала несколько изданий. В 1973 году представил эту книгу для защиты докторской научной степени.

### Избранные сочинения
Автор 10 научных монографий и около 100 научных статей.
- Памятные места города Сталинска Архивная копия от 18 ноября 2016 на Wayback Machine
- «Городище Маяк», Научно-популярный очерк, Кемерово, 1960, 68 стр.
- «Новые археологические памятники на территории Калмыцкой АССР (по раскопкам 1962—1963 гг.)»// Труды Калмыцкого республиканского краеведческого музея, Вып. 2., Элиста, 1965 г., 20 стр.
- «Калмыки. Историко-этнографические очерки» (1970);
- «Элистинский курганный могильник», Элиста, 1971, 139 стр.
- «Археологические памятники Южных Ергеней», Элиста, 1982, 114 стр.;
- «Древности Восточного Маныча», Элиста, 1987, 172 стр.;
- «Загадки древней степи», Элиста, 1989, 92 стр.;
- «Историческая судьба ойратов», Элиста, 1993, 79 стр.;
- статья «Калмыки»/ Народы Европейской части СССР, серия «Народы мира», т. 1-2, 1964, стр. 742—770.